# Карбоксилазы
Карбоксилазы или декарбоксилазы — ферменты из класса лиаз, воздействующие на связь углерод-углерод, которые катализируют присоединение или отщепление карбоксильной группы от органических соединений.
Эти ферменты катализируют декарбоксилирование аминокислот, бета-кетокислот и альфа-кетокислот.

## Классификация и номенклатура
Все карбоксилазы имеют шифр КФ 4.1.1.
Обычно их называют по имени субстрата, декарбоксилирование которого они катализируют, например, пируватдекарбоксилаза катализирует декарбоксилирование пирувата.

## Примеры
- Декарбоксилаза ароматических аминокислот
- Глутаматдекарбоксилаза
- Гистидиндекарбоксилаза
- Орнитиндекарбоксилаза
- Фосфоенолпируваткарбоксилаза
- Пируватдекарбоксилаза
- Рубиско
- Уридинмонофосфатсинтаза
- Уропорфиреноген-III-декарбоксилаза